# Belo Polje (Kuršumlija)
Pour les articles homonymes, voir Belo Polje.
Belo Polje (en serbe cyrillique : Бело Поље) est un village de Serbie situé dans la municipalité de Kuršumlija, district de Toplica. Au recensement de 2011, il comptait 90 habitants.

## Démographie
| 1948 | 1953 | 1961 | 1971 | 1981 | 1991 | 2002 | 2011 |
| ---- | ---- | ---- | ---- | ---- | ---- | ---- | ---- |
| 464  | 448  | 393  | 289  | 225  | 150  | 151  | 90   |

|  |